# Unité urbaine de Salies-du-Salat
L'unité urbaine de Salies-du-Salat est une unité urbaine française centrée sur la ville de Salies-du-Salat départements de la Haute-Garonne.

## Données globales
En 2010, selon l'Insee, l'unité urbaine de Salies-du-Salat est composée de deux communes, située dans l'arrondissement de Saint-Gaudens, subdivision administrative du département de la Haute-Garonne.

## Délimitation de l'unité urbaine de 2010
En 2010, l'Insee a procédé à une révision des délimitations des unités urbaines  de la France; celle de Salies-du-Salat est composée de deux communes.

### Communes
Liste des communes appartenant à l'unité urbaine de Salies-du-Salat selon la nouvelle délimitation de 2010 et sa population municipale en 2010 (liste établie par ordre alphabétique) :
| Nom             | Code Insee | Département   | Statut       | Superficie (km2) | Population (dernière pop. légale) | Densité (hab./km2) | Modifier                                    |
| --------------- | ---------- | ------------- | ------------ | ---------------- | --------------------------------- | ------------------ | ------------------------------------------- |
| Mane            | 31315      | Haute-Garonne | banlieue     | 6,59             | 961 (2022)                        | 146                | modifier les données · modifier les données |
| Salies-du-Salat | 31523      | Haute-Garonne | ville-centre | 6,81             | 1 737 (2022)                      | 255                | modifier les données · modifier les données |

## Évolution démographique
L'évolution démographique ci-dessous concerne l'unité urbaine selon le périmètre défini en 2010.
| 1968  | 1975  | 1982  | 1990  | 1999  | 2007  | 2009  | 2012  | 2019  |
| ----- | ----- | ----- | ----- | ----- | ----- | ----- | ----- | ----- |
| 2 880 | 3 210 | 3 247 | 3 128 | 2 969 | 2 904 | 2 996 | 2 872 | 2 719 |

| 2020  | 2022  | - | - | - | - | - | - | - |
| ----- | ----- | - | - | - | - | - | - | - |
| 2 713 | 2 698 | - | - | - | - | - | - | - |